# Vieux-Manoir
Vieux-Manoir – miejscowość i gmina we Francji, w regionie Normandia, w departamencie Sekwana Nadmorska.
Według danych na rok 1990 gminę zamieszkiwało 599 osób, a gęstość zaludnienia wynosiła 74 osoby/km² (wśród 1421 gmin Górnej Normandii Vieux-Manoir plasuje się na 393. miejscu pod względem liczby ludności, natomiast pod względem powierzchni na miejscu 458.).